# Marcelo Weigandt
Marcelo Alexis Weigandt (ur. 11 stycznia 2000 w Avellanedzie) – argentyński piłkarz występujący na pozycji prawego obrońcy, od 2024 roku zawodnik amerykańskiego Interu Miami.